# Kikuchi
Kikuchi (菊池市 Kikuchi-shi?) es una ciudad en la prefectura de Kumamoto, Japón, localizada en la parte suroeste de la isla de Kyūshū. El 1 de marzo de 2021 tenía una población estimada de 45 971 habitantes y una densidad de población de 166 personas por km².

## Geografía
Kikuchi se encuentra en el norte de la prefectura de Kumamoto, unos 25 km al noreste de la ciudad de Kumamoto, en el extremo noreste de la llanura de Kumamoto, aguas arriba del río Kikuchi que fluye a través de la parte norte de la prefectura. Limita al norte con la ciudad de Hita en la prefectura de Ōita.

### Clima
| Parámetros climáticos promedio de Kikuchi (1991–2020) | Parámetros climáticos promedio de Kikuchi (1991–2020) | Parámetros climáticos promedio de Kikuchi (1991–2020) | Parámetros climáticos promedio de Kikuchi (1991–2020) | Parámetros climáticos promedio de Kikuchi (1991–2020) | Parámetros climáticos promedio de Kikuchi (1991–2020) | Parámetros climáticos promedio de Kikuchi (1991–2020) | Parámetros climáticos promedio de Kikuchi (1991–2020) | Parámetros climáticos promedio de Kikuchi (1991–2020) | Parámetros climáticos promedio de Kikuchi (1991–2020) | Parámetros climáticos promedio de Kikuchi (1991–2020) | Parámetros climáticos promedio de Kikuchi (1991–2020) | Parámetros climáticos promedio de Kikuchi (1991–2020) | Parámetros climáticos promedio de Kikuchi (1991–2020) |
| Mes                                                   | Ene.                                                  | Feb.                                                  | Mar.                                                  | Abr.                                                  | May.                                                  | Jun.                                                  | Jul.                                                  | Ago.                                                  | Sep.                                                  | Oct.                                                  | Nov.                                                  | Dic.                                                  | Anual                                                 |
| ----------------------------------------------------- | ----------------------------------------------------- | ----------------------------------------------------- | ----------------------------------------------------- | ----------------------------------------------------- | ----------------------------------------------------- | ----------------------------------------------------- | ----------------------------------------------------- | ----------------------------------------------------- | ----------------------------------------------------- | ----------------------------------------------------- | ----------------------------------------------------- | ----------------------------------------------------- | ----------------------------------------------------- |
| Temp. máx. abs. (°C)                                  | 20.8                                                  | 23.8                                                  | 26.1                                                  | 31.3                                                  | 35.3                                                  | 35.7                                                  | 38.8                                                  | 38.8                                                  | 36.2                                                  | 34.2                                                  | 26.7                                                  | 23.7                                                  | 38.8                                                  |
| Temp. máx. media (°C)                                 | 10.2                                                  | 12.0                                                  | 15.7                                                  | 21.0                                                  | 25.8                                                  | 28.0                                                  | 31.4                                                  | 32.9                                                  | 29.7                                                  | 24.6                                                  | 18.4                                                  | 12.4                                                  | 21.8                                                  |
| Temp. media (°C)                                      | 4.4                                                   | 6.0                                                   | 9.5                                                   | 14.6                                                  | 19.5                                                  | 23.0                                                  | 26.6                                                  | 27.4                                                  | 23.9                                                  | 18.0                                                  | 11.9                                                  | 6.4                                                   | 15.9                                                  |
| Temp. mín. media (°C)                                 | -1.0                                                  | 0.1                                                   | 3.4                                                   | 8.2                                                   | 13.5                                                  | 18.7                                                  | 22.9                                                  | 23.2                                                  | 19.2                                                  | 12.2                                                  | 6.1                                                   | 0.7                                                   | 10.6                                                  |
| Temp. mín. abs. (°C)                                  | -9.0                                                  | -9.9                                                  | -6.9                                                  | -3.4                                                  | 1.8                                                   | 7.0                                                   | 14.3                                                  | 15.1                                                  | 5.1                                                   | -0.2                                                  | -3.9                                                  | -7.8                                                  | -9.9                                                  |
| Precipitación total (mm)                              | 55.0                                                  | 79.6                                                  | 122.9                                                 | 139.6                                                 | 157.7                                                 | 400.9                                                 | 381.4                                                 | 181.8                                                 | 168.9                                                 | 82.3                                                  | 83.9                                                  | 61.3                                                  | 1915.3                                                |
| Días de lluvias (≥ 1 mm)                              | 7.1                                                   | 8.5                                                   | 10.8                                                  | 10.1                                                  | 9.6                                                   | 14.0                                                  | 13.0                                                  | 10.5                                                  | 9.2                                                   | 7.3                                                   | 7.3                                                   | 7.4                                                   | 114.8                                                 |
| Horas de sol                                          | 133.3                                                 | 139.9                                                 | 163.8                                                 | 178.9                                                 | 182.9                                                 | 111.9                                                 | 162.2                                                 | 197.4                                                 | 170.1                                                 | 181.2                                                 | 150.4                                                 | 138.2                                                 | 1910.2                                                |
| Fuente n.º 1: Agencia Meteorológica de Japón          |                                                       |                                                       |                                                       |                                                       |                                                       |                                                       |                                                       |                                                       |                                                       |                                                       |                                                       |                                                       |                                                       |
| Fuente n.º 2: Agencia Meteorológica de Japón          |                                                       |                                                       |                                                       |                                                       |                                                       |                                                       |                                                       |                                                       |                                                       |                                                       |                                                       |                                                       |                                                       |

## Demografía
Según los datos del censo japonés, la población de Kikuchi se ha mantenido estable en los últimos 30 años.
| Gráfica de evolución demográfica de Kikuchi entre 1960 y 2015 |
|                                                               |
| Oficina de Estadísticas de Japón                              |